# Ніблум
Ніблум (нім. Nieblum) — громада в Німеччині, розташована в землі Шлезвіг-Гольштейн, на південному узбережжі острова Фер. Входить до складу району Північна Фризія. Складова частина об'єднання громад Фер-Амрум.
Площа — 7,86 км2. Населення становить 592 ос. (станом на 31 грудня 2020).

## Галерея

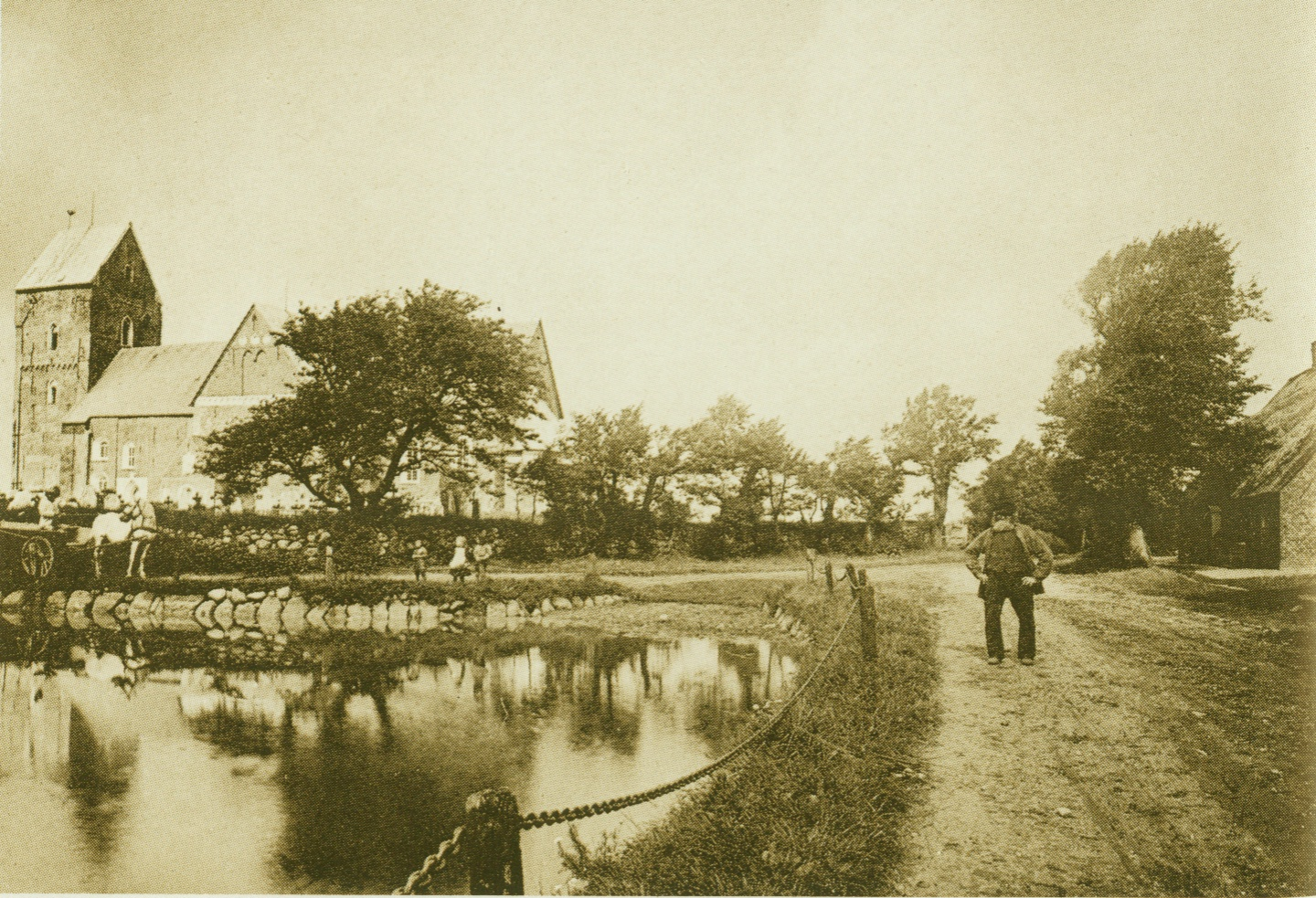
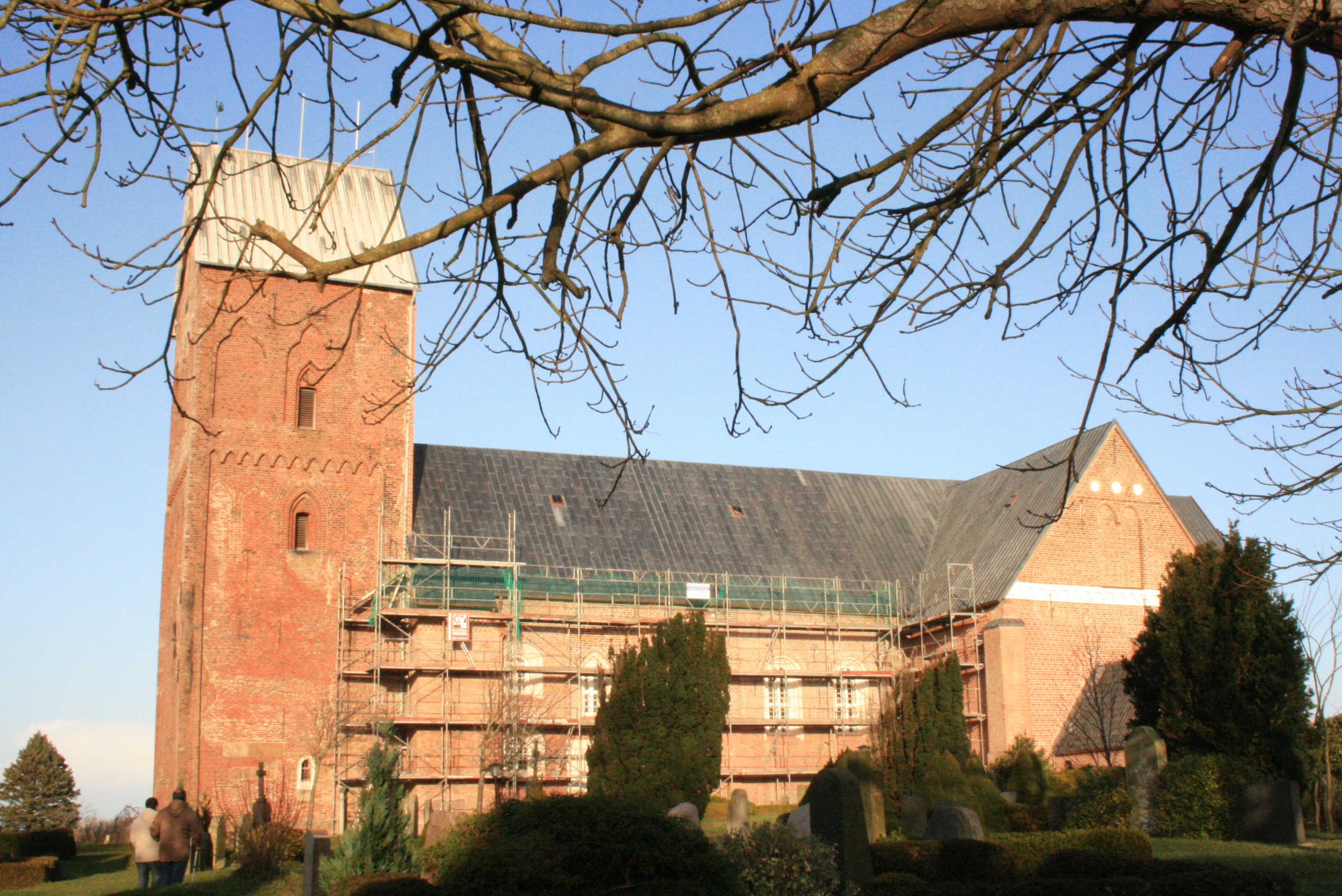